# Бахматюк Дмитро Михайлович
Дмитро Михайлович Бахматюк (19 жовтня 1942, селище міського типу Заболотів, Снятинський район, Івано-Франківська область — 4 лютого 2015, місто Калуш, Івано-Франківська область) — видатний освітянин, засновник Калуської гімназії, нині Калуський ліцей імені Дмитра Бахматюка, переможець конкурсу «Сто кращих керівників шкіл України», Почесний громадянин міста Калуша, Заслужений працівник освіти України.

## Життєпис
Народився 19 жовтня 1942 року в селищі міського типу Заболотів Снятинського району Івано-Франківської області, нині Україна (тоді Українська РСР, СРСР). До 1959 року навчався у Заболотівській школі. Випускник фізико-математичного факультету Івано-Франківського педагогічного інституту (1968). У студентські роки був призваний до армії на службу, яка тривала три роки, але це не завадило йому закінчити інститут. Одразу після навчання Дмитро Михайлович працював учителем фізики Калуської загальноосвітньої школи № 4 (1968-1973), яка на той момент була російськомовною школою, що сформувалась на базі української школи та пізніше перейшов до Калуської загальноосвітньої школи № 7 (1973-1990). З 1990 року директор Калуської ЗОШ № 1 (з 1991 року — Калуська гімназія).

##### Родина
Родичі Дмитра Бахматюка залишилися в Заболотові. Брат живе в Івано-Франківську. Старший син Ярослав Бахматюк працює вчителем історії в гімназії та має свої професійні здобутки. У 2011 році Ярослав першим серед калуських освітян став лауреатом (2 місце) державного етапу конкурсу «Вчитель року». В тому ж 2011 році Ярослав Бахматюк потрапив у складений журналом «Фокус» лістинг 25 кращих вчителів України. Молодший син Дмитра Михайловича — інженер.

##### Заснування гімназії
Калуська гімназія заснована 22 серпня 1990 року рішенням Калуської міської ради першого демократичного скликання. Ініціаторами створення гімназії були відомий у місті вчитель Дмитро Бахматюк та депутат міської ради Олександр Підліснюк, які знайшли підтримку цієї ідеї в міського голови Романа Сушка і депутатського корпусу міської ради. Первісно планувалося реорганізувати в гімназію міську середню школу № 1 — відносно невелику за кількістю учнів і зручно розташовану в центрі міста. В 1990–1991 навчальному році в складі цієї школи було створено один 5-й гімназійний клас, 28 учнів якого набрали на конкурсній основі серед школярів міста. Поступово гімназійними мали стати всі класи СШ № 1, а сама школа перетворитися на гімназію. Директором СШ № 1 було призначено Дмитра Бахматюка, який основний принцип функціонування гімназії сформулював коротко: максимум доброти до дітей при максимумі жорсткості до їх знань. Однак ідея реорганізації школи в гімназію зустріла спротив частини учнів, батьків і вчителів першої школи, які були не готові до переходу на підвищені вимоги до навчання. Щоб уникнути конфліктів, міська рада прийняла рішення про виділення з 1 вересня 1991 року гімназії в окремий навчальний заклад. Саме цю дату й можна вважати днем справжнього (де-факто, а не де-юре) народження Калуської гімназії. Директором закладу залишився Д.Бахматюк, а його заступниками стали заслужений вчитель України Орися Галяс (навчально-методична робота) та Іванна Неділенко (виховна робота).

## Творчий доробок
Автор низки друкованих робіт пов'язаних із педагогічною діяльністю, зокрема: «Особливості вивчення курсу фізики в школі» (1992); «Якою бачиться освіта України у XXI столітті» (2001). Бахматюк є автором публіцистичної праці «Калуська гімназія: перше десятиріччя» та «Калуська гімназія: друге десятиріччя». Друга частина, яка близько п'яти років пролежала «в столі», вийшла друком 17 травня 2016 року за кошти міського бюджету (16 000 грн) до річниці з дня смерті її автора.

## Нагороди
У 2006 році гімназія стала лауреатом Всеукраїнського конкурсу «Сто кращих шкіл України», а у 2007 році Д. М. Бахматюк став переможцем конкурсу «Сто кращих керівників шкіл України». Також має нагороди:
- Учитель-методист (1982).
- Відмінник народної освіти УРСР (1979).
- Нагороджений медаллю ім. А. Макаренка (1990).
- Делегат VII з'їзду вчителів УРСР (1987).
- Почесний громадянин м. Калуша (2003).
- Заслужений працівник освіти України (2004).

## Пам'ять
У жовтні 2015 року Калуська гімназія, якій напередодні було присвоєне ім'я Дмитра Бахматюка, відсвяткувала своє 25 річчя. У першу річницю смерті почесного громадянина Калуша, заслуженого працівника освіти України, ініціатора створення гімназії та її першого директора Дмитра Бахматюка, на фасаді Калуської гімназії було урочисто відкрито меморіальну дошку з його горельєфом.